# Errekalde
Errekalde en basque ou Recalde en espagnol, est le 7e district de Bilbao, en Espagne.

## Quartiers d'Errekalde
Uribarri comprend officiellement cinq quartiers : Ametzola, Errekaldeberri-Larraskitu (Recaldeberri-Larrasquitu), Iralabarri, Iturrigorri-Peñascal et Uretamendi.

### Articles  connexes
- Bilbao
- Districts de Bilbao (es)